# Thomas A. Dorsey
Thomas Andrew Dorsey (Villa Rica (Géorgie), 1er juillet 1899 - Chicago, 23 janvier 1993), est connu comme « le père de la musique gospel ». Il est aussi connu sous le nom de Georgia Tom, à ses débuts comme pianiste de blues.
Dorsey est le directeur musical de l’Église baptiste des pèlerins de Chicago, de 1932 jusqu'à la fin des années 1970.
Sa composition la plus connue est Take My Hand, Precious Lord, interprétée par Mahalia Jackson. C'est la chanson favorite de Martin Luther King Jr.. Une autre composition, Peace in the Valley, est interprétée par de nombreux artistes, dont Elvis Presley et Johnny Cash.

## Biographie
Dorsey est né le 1er juillet 1899 à Villa Rica (Géorgie) de Thomas Madison, un évangéliste baptiste et Etta Plant Dorsey .
En 1910, sa famille déménage à Atlanta . Il apprend à jouer du piano très jeune, à l'oreille, en écoutant les pianistes de sa ville et joue le soir lors de repas ou de réunions. Il commence à reprendre des chansons sous le nom de Barrelhouse Tom et Texas Tommy, ainsi que sous le surnom plus connu de Georgia Tom.

### Carrière
En 1916, il déménage à Gary, dans l'Indiana . Il forme un groupe pour jouer dans des fêtes, dans le style du blues, avec de fortes influences music hall.
En 1921, il est particulièrement touché par les chants gospel du pasteur A. W. Nix à la Convention baptiste nationale, USA .  Quelque temps après, il devient directeur musical de l’Église baptiste Nouvel espoir de South Side (Chicago) .
Au sein du groupe Wild Cats Jazz Band, dans lequel jouent des musiciens comme Ed Pollack (trompette), Al Wyn (trombone) et Tampa Red (guitare), il accompagne la chanteuse Ma Rainey, avec laquelle il enregistre pour le label discographique Paramount Records, en 1924 .
Vers 1928, il forme un groupe avec Tampa Red et enregistre le tube Tight Like That, qui se vend à sept millions d'exemplaires.

### Gospel
En 1931, il crée la première société de musique gospel noire, la Dorsey House of Music. Il monte aussi sa propre chorale de gospel tout en étant membre fondateur et premier président de la National Convention of Gospel Choirs and Choruses.
En 1932, il devient directeur musical de l’Église baptiste des pèlerins de Chicago . Il abandonne le blues pour se consacrer quasi exclusivement au gospel. Un drame personnel le pousse à abandonner la musique profane pour commencer à écrire et enregistrer ce qu'il appelle de la musique gospel, un nom qu'il est le premier à utiliser. Sa première femme, Nettie, vient de décéder pendant la naissance de son premier fils ; il compose en son hommage une des chansons de gospel les plus connues : 'Take My Hand, Precious Lord.
Son influence ne se limite pas à la musique afro-américaine, ses œuvres sont reprises et interprétées par un nombre important de musiciens blancs. Take My Hand, Precious Lord est enregistrée entre autres artistes par Elvis Presley, Mahalia Jackson, Aretha Franklin, Clara Ward, Roy Rogers et Tennessee Ernie Ford . Cette chanson est chantée la nuit précédant l'assassinat de Martin Luther King. C'est aussi la chanson préférée du président américain Lyndon B. Johnson, elle est d'ailleurs jouée lors de ses obsèques.
Dorsey écrit la chanson Peace in the Valley en 1937 pour Mahalia Jackson, qui deviendra un standard du gospel. Il est le premier noir américain élu au Nashville Songwriters Hall of Fame et au Gospel Music Association's Living Hall of Fame.
Il meurt à Chicago, Illinois le 23 janvier 1993), et repose au cimetière de Oak Woods.